# Comuna Novoahtîrka, Novoaidar
Novoahtîrka (în ucraineană Новоахтирка) este o comună în raionul Novoaidar, regiunea Luhansk, Ucraina, formată din satele Novoahtîrka (reședința), Popasne și Stepnîi Iar.

## Demografie
Componența lingvistică a comunei Novoahtîrka
     Ucraineană (74,89%)
     Rusă (24,59%)
     Alte limbi (0,35%)
Conform recensământului din 2001, majoritatea populației comunei Novoahtîrka era vorbitoare de ucraineană (74,89%), existând în minoritate și vorbitori de rusă (24,59%).